# Ерік Меллер
Ерік Меллер (нім. Erik Möller; нар. 1979) — німецький журналіст-фрілансер, розробник програмного забезпечення, автор та колишній заступник директора Фонду Вікімедіа, що базується в Сан-Франциско. Додатково працює вебдизайнером і раніше керував власною службою вебхостингу myoo.de.

## Публікації
Ерік Меллер є автором книги Die heimliche Medienrevolution — Wie Weblogs, Wikis und freie Software die Welt verändern («Таємна революція медіа: як вебжурнали, вікі та вільне програмне забезпечення змінюють світ»). У своїй книзі Меллер обговорює розвиток журналістського еквівалента руху з відкритим кодом у громадських ЗМІ та блогах, хоча вказує, що більшість блогів не конкурують з медіа. Книгу вперше опублікував у 2005 році Хайнц Хайз, а друге видання було опубліковано у 2006 р. із оновленими та переробленими розділами. Огляд в Berliner Literaturkritik's побачив практичні поради, але стверджував, що книга надто зосереджена на технічних деталях. Книга Меллера цитується в книзі Wiki: Web collaboration в Інтернеті 2006 року, в розділі, що обговорює Вікісховище як двигун соціальних «змін», і використовує його термін "революція в таємних ЗМІ ". Автори коментують: «Меллер надає всебічний погляд на проблеми та можливі шляхи вирішення складних суперечок та вандалізму в середовищі блогу та вікі».
У своїх попередніх дослідженнях щодо Вікіпедії Меллер встановив, що у 2003 році, що відкритий характер Вікіпедії викликає інтерес у багатьох людей, але також призводить до прогалин у темах, що цікавлять експертів. Деякі його дослідження були опубліковані в Telepolis, де він порівняв Вікіпедію з цифровою мультимедійною енциклопедією Microsoft Encarta. У своїй статті 2003 року Das Wiki-Prinzip: Tanz der Gehirne («Принцип Wiki: Танець мозку») він наводить деякі відомості про Вікіпедію та вікі, а також про те, що він бачить як переваги проекту, шляхи запобігти вандалізму до статей та етикету користувачів Вікіпедії.

## Вебпроекти
Меллер, який має диплом з інформатики, є власником і творцем вебсайту Infoanarchy, який має інформацію про P2P та технології обміну файлами. Він також брав участь у розробці вебсайту FreedomDefined.
На конференції блогерів 2005 року в Берліні Меллер прочитав лекцію про Ініціативу з відкритим кодом, вільні знання та Wikinews, обговорюючи останнє в контексті інших моделей, якими користуються Slashdot, Kuro5hin, Daily Kos та інші. На австрійській конференції з Вікі у Відні у 2005 році Меллер обговорив переваги використання вікі для збирання статистичних даних, заявивши, що вікі заохочують внутрішню прозорість та більшу участь серед колег.

## Робота у Фонді Вікімедіа

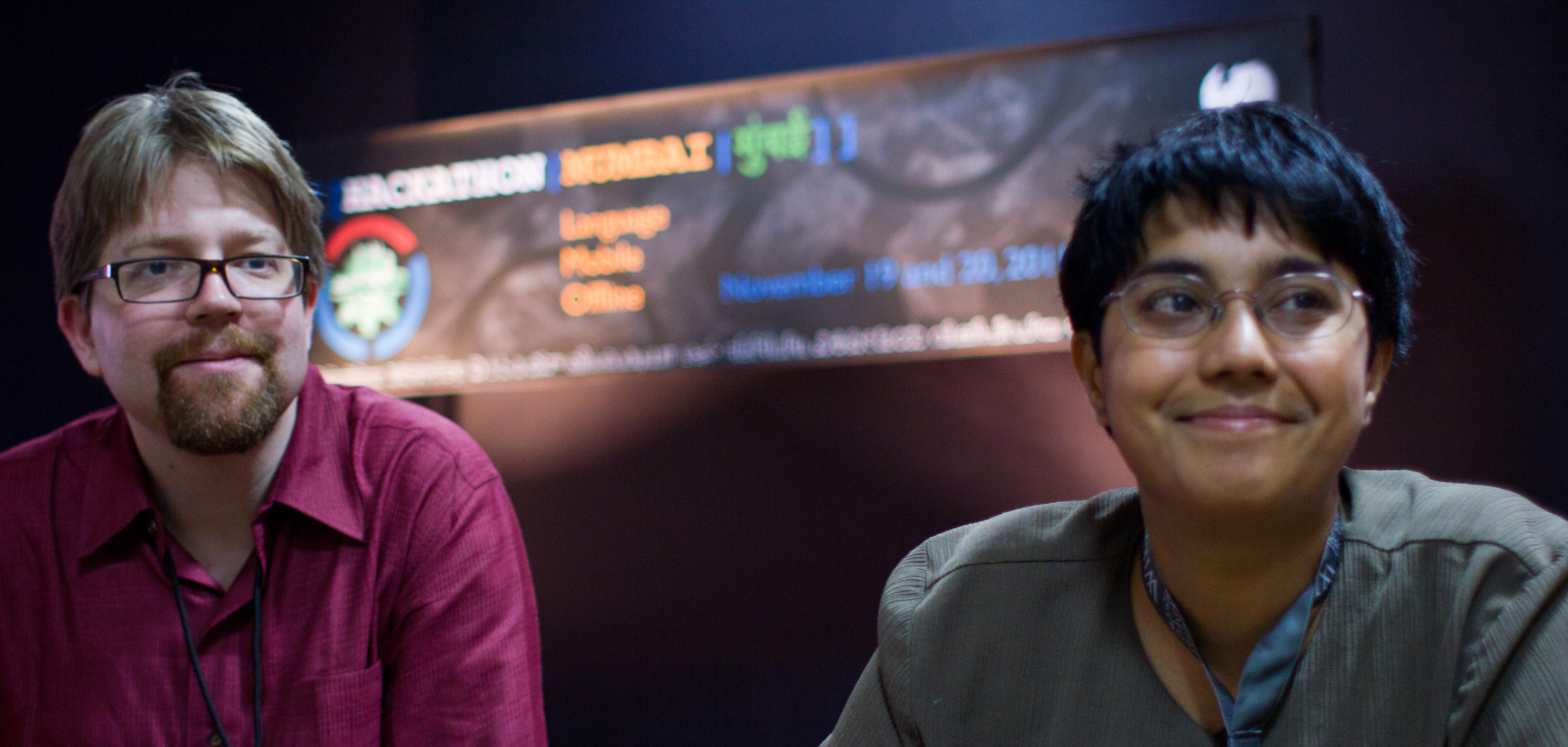
Ерік Меллер і Сумана Харіхарессвара на Mumbai Hackathon 2011

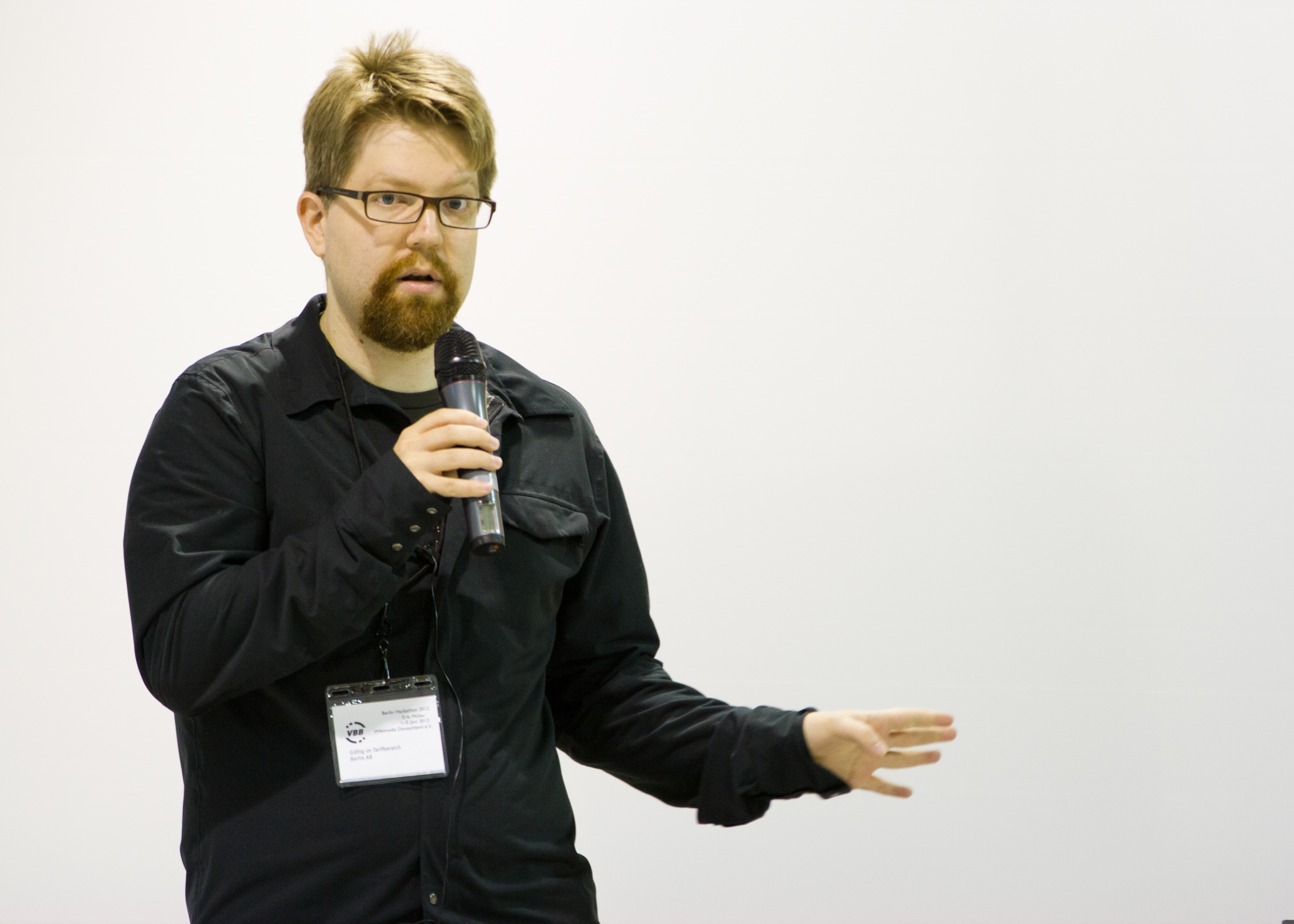
Ерік Меллер виступив на Berlin Hackathon 2012

Меллер бере участь у проектах Фонду Вікімедіа, включаючи Вікіпедію з 2001 року, як редактор, як розробник програмного забезпечення MediaWiki та Wikinews. Він підготував початкову проектну пропозицію для Wikinews (використовуючи ім'я Eloquence), а також сприяв розробці Вікімедіа. Він вперше запропонував цю ідею для Вікімедіа Commons у березні 2004 року. Меллер описав різницю між Вікіпедією та Wikinews для The New York Times, сказавши: «Статті Wikinews є короткочасними, тому зменшується відчуття внеску в базу знань, яка триватиме все життя».«Ми — нові засоби масової інформації. Ми приймаємо свої власні правила»,- пояснив Меллер на Форумі громадських репортерів 2005 року в Сеулі. Він заявив, що Wikinews є щоденним друкованим виданням та працює над іншими форматами, включаючи аудіоверсію статей. Меллер взяв інтерв'ю Journalism.co.uk про восьмикратне збільшення трафіку на Wikinews в день вибухів у Лондоні 7 липня 2005 року та про ефективність безкоштовних новин. «Хоча Wikinews ще набагато, набагато менший, ніж Вікіпедія, потенціал для висвітлення новин виходить далеко за рамки того, що зараз робить Вікіпедія», — сказав Меллер.Він видавав періодичні звіти «State of Wiki» на Wikinews, де захищав використання проекту як оригінальних матеріалів, так і інформації, синтезованої з інших джерел ЗМІ.

### Заступник директора
Меллер був призначений головним науковим співробітником Фонду Вікімедіа у червні 2005 року, але подав у відставку в серпні того ж року, посилаючись на особисті розбіжності з членами Ради. Він був головним директором з технологій Stichting Open Progress, неприбутковою юридичною гілкою OmegaWiki, що базується в Нідерландах. У Stichting Open Progress Меллер був менеджером групи розробників, які працювали над впровадженням OmegaWiki. Меллер також розмістив інші вікі-спільноти, такі як WikiEducator.org.
Він був обраний у вересні 2006 року на зміну Анжелі Біслі в Раді Фонду Вікімедіа, а в жовтні 2006 року став виконавчим секретарем. У грудні 2007 року він пішов у відставку з правління та був призначений заступником директора, чинним з 10 січня 2008 року. У цій ролі Меллер брав участь у аналізі фінансування Фонду, а виконавчий директор Сью Гарднер виступила з доповіддю Sun Microsystems у спробі отримати фінансування від компанії для Фонду Вікімедія. [35] Пізніше ця презентація просочилася до Вікіпедії.
Як заступник директора, Меллер відповідав за управління та реалізацію технічної стратегії організації. Меллер пояснив «Лос-Анджелес Таймс», що фонду потрібно бути обережним з типовими угодами, які вони хотіли б укласти, і сказав: «Ми не хочемо ставити під загрозу місію, укладаючи угоди, які б конфліктували з нею». Меллер був представником Фонду Вікімедіа в інституційній раді Енциклопедії життя.Завдяки цьому контакту Меллер допоміг переконати Фонд Альфреда Слоана (прихильник Енциклопедії життя) пожертвувати 3 мільйони доларів на Вікімедію — єдину найбільшу пожертву, яку Вікімедія отримала на сьогоднішній день.
У 2014 році обліковий запис Меллера був заблокований у німецькій Вікіпедії, оскільки він створив, впровадив та використав «суперзахищені» права, щоб скасувати рішення німецької Вікіпедії забороняти новий механізм перегляду зображень до тих пір, поки юридичні та технічні проблеми не будуть виправлені.
Ерік Меллер залишив Фонд Вікімедіа 30 квітня 2015 року.